# Chersonisos (Kreta)

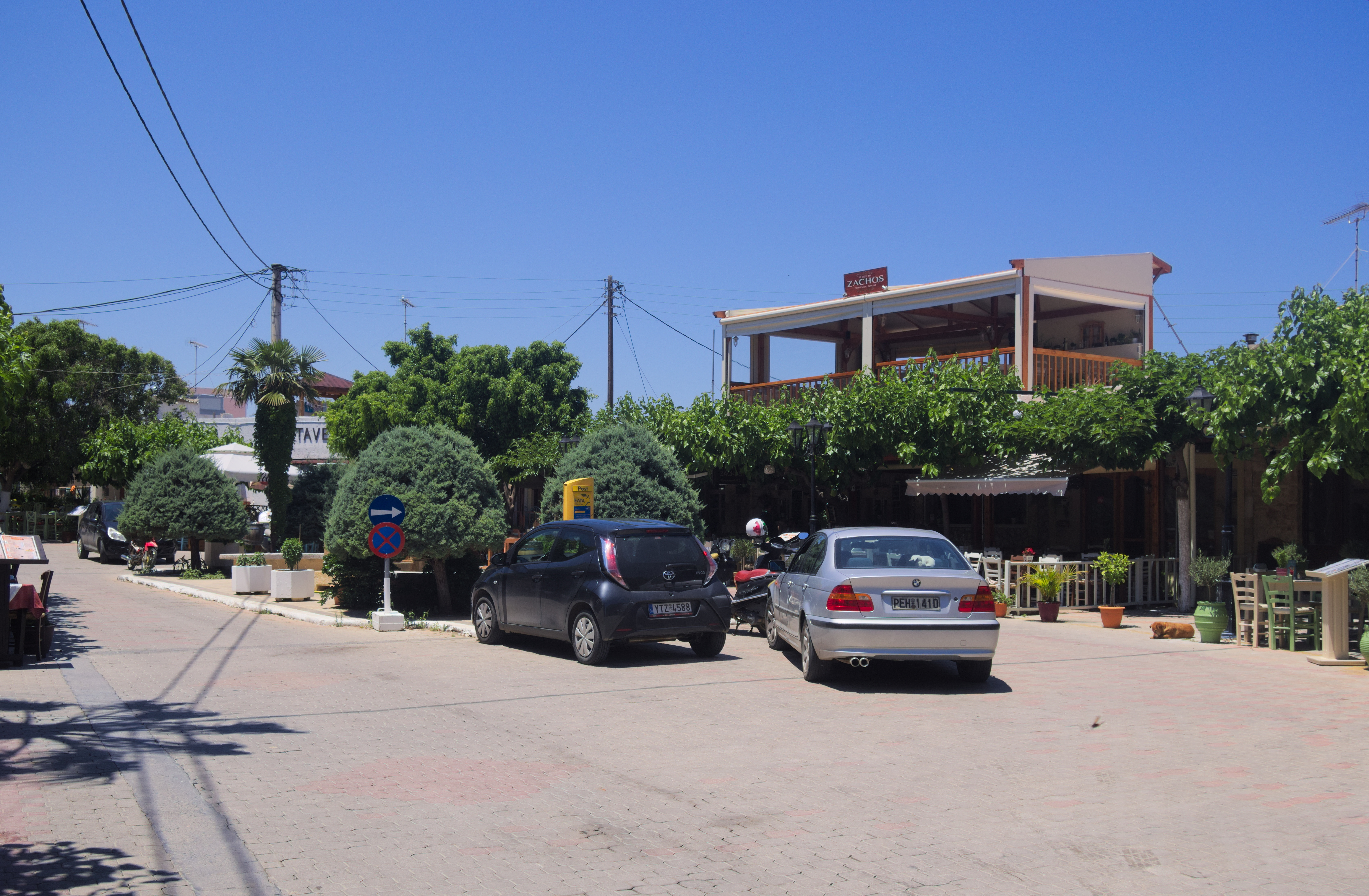

Chersonisos (grekiska Χερσόνησος, uttal [xersónisos], traditionellt svenskt uttal [xersonísos]) är en stad i kommunen Chersonisos på norra Kreta, på gränsen till Egeiska havet i Grekland.

### Fotnoter
1. ↑  Kallikratis law Arkiverad 27 april 2017 hämtat från the Wayback Machine. Greklands inrikesministerium (grekiska)